# Tandjong Priok-kampen
De Tandjong Priok-kampen waren een verzamelnaam voor de tijdens de Japanse bezetting van Nederlands-Indië drie kampenpementen in de haven van Batavia. Dit waren de 'Uniekampong', 'Kampong Kodja' en 'General Motors'. De kampen waren ondergebracht in de woonloodsen voor havenkoelies op de kade van Tandjong Priok. 

## Uniekampong
Ten oosten van de haven bevond zich een vooroorlogse woonwijk voor inheems personeel van de havenbedrijven en -instanties. Een deel daarvan was gelegen aan de Dongaweg en tegenover het auto-assemblagebedrijf van General Motors. Dit was de Unikampong. 
De Uniekampong bestond uit woonbarakken voor de havenkoelies van de Koninklijke Paketvaart Maatschappij, de Koninklijke Rotterdamsche Lloyd en de Stoomvaart Maatschappij Nederland. Het complex is gedurende het eerste half jaar van de bezetting in gebruik geweest als krijgsgevangenenkamp voor Britse, Brits-Indische en Australische krijgsgevangenen. Deze krijgsgevangenen werden tewerkgesteld bij het herstel van de haven en het vliegveld van Kemajoram.

## Kampong Kodja
Wegens de aanvoer van grote hoeveelheden Nederlandse krijgsgevangenen, werd vanaf oktober 1942 de naastgelegen wijk Kampong Kodja betrokken bij het complex. In dezelfde periode kwamen de transporten op gang van krijgsgevangenen die werden verscheept naar werkkampen buiten Nederlands-Indië. Kodja werd toen gebruikt als bufferkamp om de periodiek grote hoeveelheid krijgsgevangenen uit Java op te vangen die voor inscheping gereed waren. In oktober 1943 werden de Uniekampong en Kampong Kodja opgeheven als semi-permanent bewoonde kampementen. 

## General Motors
In juli 1945 werd een gedeelte van het oude complex weer in gebruik genomen als krijgsgevangenenkamp. Deze krijgsgevangenen werden tewerkgesteld bij het assemblagebedrijf van General Motors. 